# Maoritomella foliacea
Maoritomella foliacea é uma espécie de gastrópode do gênero Maoritomella, pertencente a família Borsoniidae.